# Gudmund Toijer
Nils Olof Gudmund Toijer, född 29 maj 1956, är en svensk jurist som sedan 1 maj 2007 är justitieråd i Högsta domstolen.
Toijer tog juristexamen vid Stockholms universitet 1981. Han tjänstgjorde som tingsnotarie vid Norrköpings tingsrätt 1981–1984. Han var sekreterare i Arbetsdomstolen 1986–1989 och utsågs 1991 till assessor i Göta hovrätt. Toijer arbetade därefter i Regeringskansliet, först som rättssakkunnig i Justitiedepartementet 1991–1992 och 1994–1996; åren 1992–1994 var han sekreterare i 1992 års arbetsrättskommitté. Han var därefter rättschef i Utbildningsdepartementet 1996–1998 samt expeditions- och rättschef där 1999–2002. Gudmund Toijer återvände sedan till domartjänst som hovrättsråd, tillika vice ordförande på avdelning i Svea hovrätt 2002–2005. Han var hovrättslagman i samma hovrätt 2006–2007.
Toijer utnämndes 2007 till justitieråd i Högsta domstolen. Sedan 2016 är han ordförande för en av Högsta domstolens avdelningar.
Toijer var ersättare för vice ordförande i Arbetsdomstolen 1994–2007. Han var ledamot i styrelsen för Statens skolverk 2003–2008, ordförande i Jämställdhetsnämnden 2007–2008 och ordförande i Nämnden mot diskriminering 2009–2012. Han är ledamot i Partibidragsnämnden och ersättare för ordföranden i Riksdagens arvodesnämnd, samt ordförande i Föreningen för lagstiftningslära. I april 2019 utsågs han som särskild utredare i Utredningen om en moderniserad arbetsrätt.
Toijer är son till arkivarien Nils Nilsson och litteraturvetaren Ying Toijer-Nilsson.